# يموان بلانشارد
يموان بلانشارد (بالإنجليزية: Lemoine Blanchard)‏ هو سياسي أمريكي، ولد في 16 أكتوبر 1910، وتوفي في 13 أغسطس 1986. حزبياً، نشط في الحزب الجمهوري.